# Hyenville
Hyenville ist eine Ortschaft und eine ehemalige französische Gemeinde mit 364 Einwohnern (Stand 1. Januar 2022) im Département Manche in der Region Normandie. Sie gehörte zum Arrondissement Coutances.
Mit Wirkung vom 1. Januar 2016 wurden die früheren Gemeinden Quettreville-sur-Sienne und Hyenville zur namensgleichen Commune nouvelle Quettreville-sur-Sienne zusammengeschlossen und haben in der neuen Gemeinde den Status einer Commune déléguée. Der Verwaltungssitz befindet sich im Ort Quettreville-sur-Sienne.

## Geografie
Hyenville liegt südlich der Halbinsel Cotentin, etwa sechs Kilometer westlich der Küste des Golfes von Saint-Malo. Die nächstgelegene Stadt Coutances liegt fünf Kilometer nördlich von Hyenville.
Die angrenzenden Gemeinden waren Orval (jetzt: Orval sur Sienne) im Norden und Osten, Quettreville-sur-Sienne im Süden, Hérenguerville im Südwesten, Montmartin-sur-Mer im Westen sowie Montchaton (jetzt: Orval-sur-Sienne) im Nordwesten.
Der Fluss Sienne begrenzte das flache, nur wenige Meter über dem Meeresspiegel liegende 3,39 km² umfassende Gemeindegebiet im Osten. Die Sienne bildet wenige Kilometer stromabwärts ihren Mündungstrichter Havre de Regnéville. Das vormalige Gemeindegebiet von Hyenville ist waldlos und bestand vorwiegend aus durch Hecken getrennten Weideflächen.

## Bevölkerungsentwicklung
| 1962 | 1968 | 1975 | 1982 | 1990 | 1999 | 2006 | 2014 |
| ---- | ---- | ---- | ---- | ---- | ---- | ---- | ---- |
| 219  | 220  | 217  | 236  | 243  | 269  | 337  | 340  |

Im Jahr 1800 wurde mit 437 Bewohnern die bisher höchste Einwohnerzahl ermittelt. Die Zahlen basieren auf den Daten von cassini.ehess.

## Sehenswürdigkeiten
- In einer Krypta der Kirche Saint-Patrice wurde 1981 eine liegende Kalksteinskulptur entdeckt – die als Monument historique ausgewiesene „Dame de Hyenville“[3]
- Manoir-ferme du Marais, ein Bauernhof aus dem 15. Jahrhundert mit Herrenhaus, Kapelle und Scheune, ebenfalls als Monument historique geschützt[4]
- zwei weitere Herrenhäuser (Manoir-ferme de Hyenville, Manoir-ferme de la Girardière)
- Pont de pierre, alte Steinbrücke über die Sienne

Kirche Saint-Patrice in Hyenville
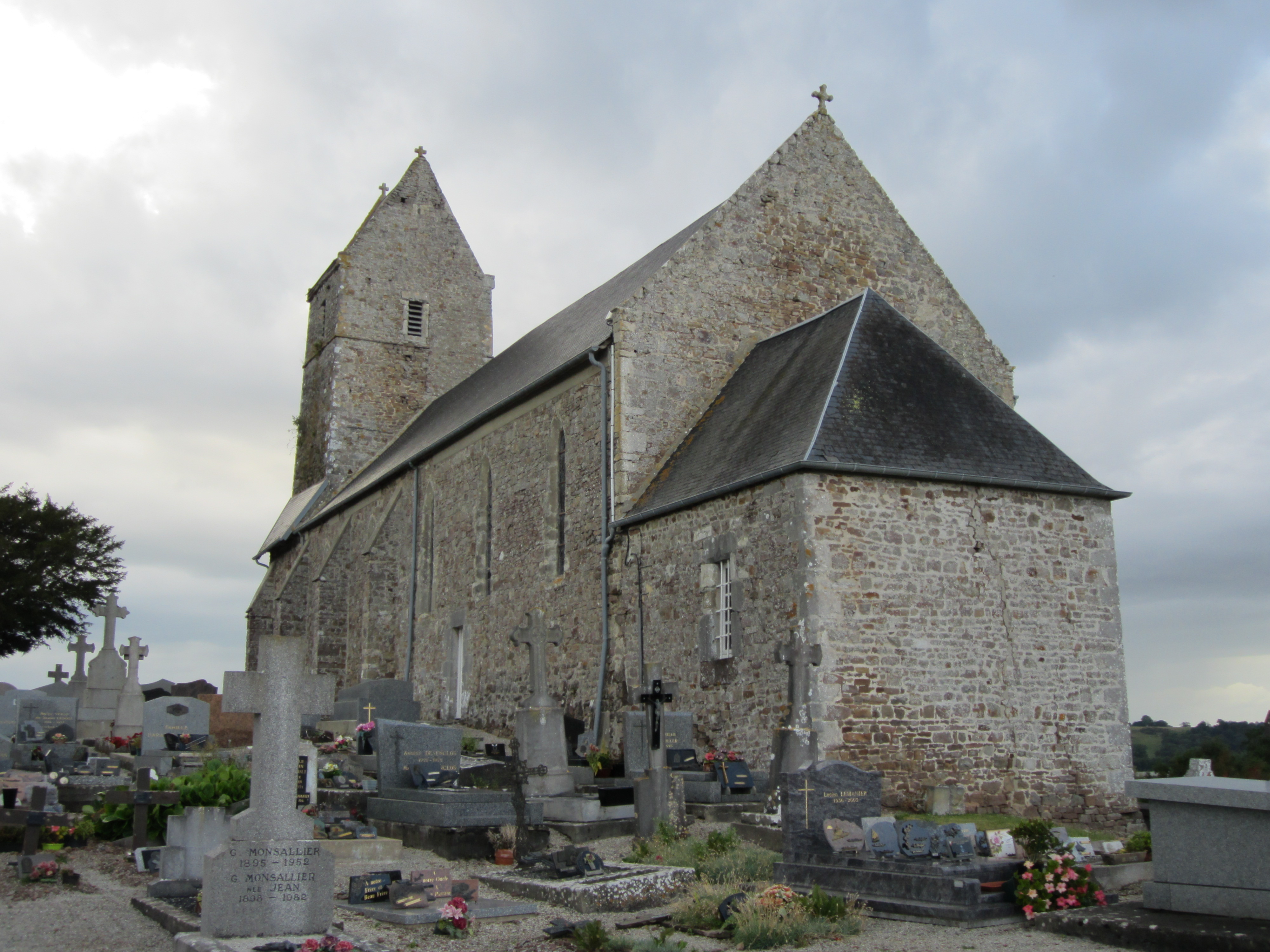
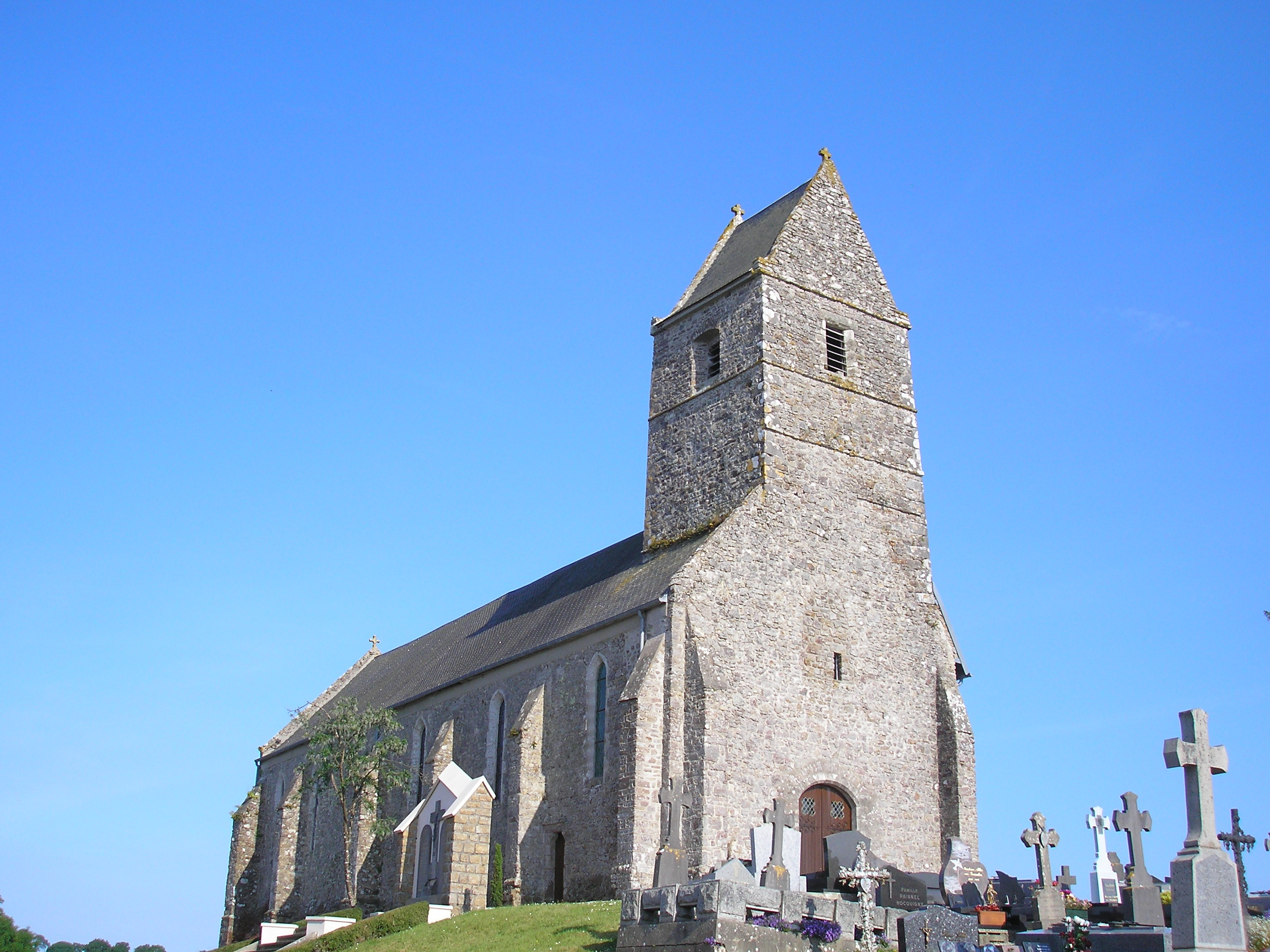
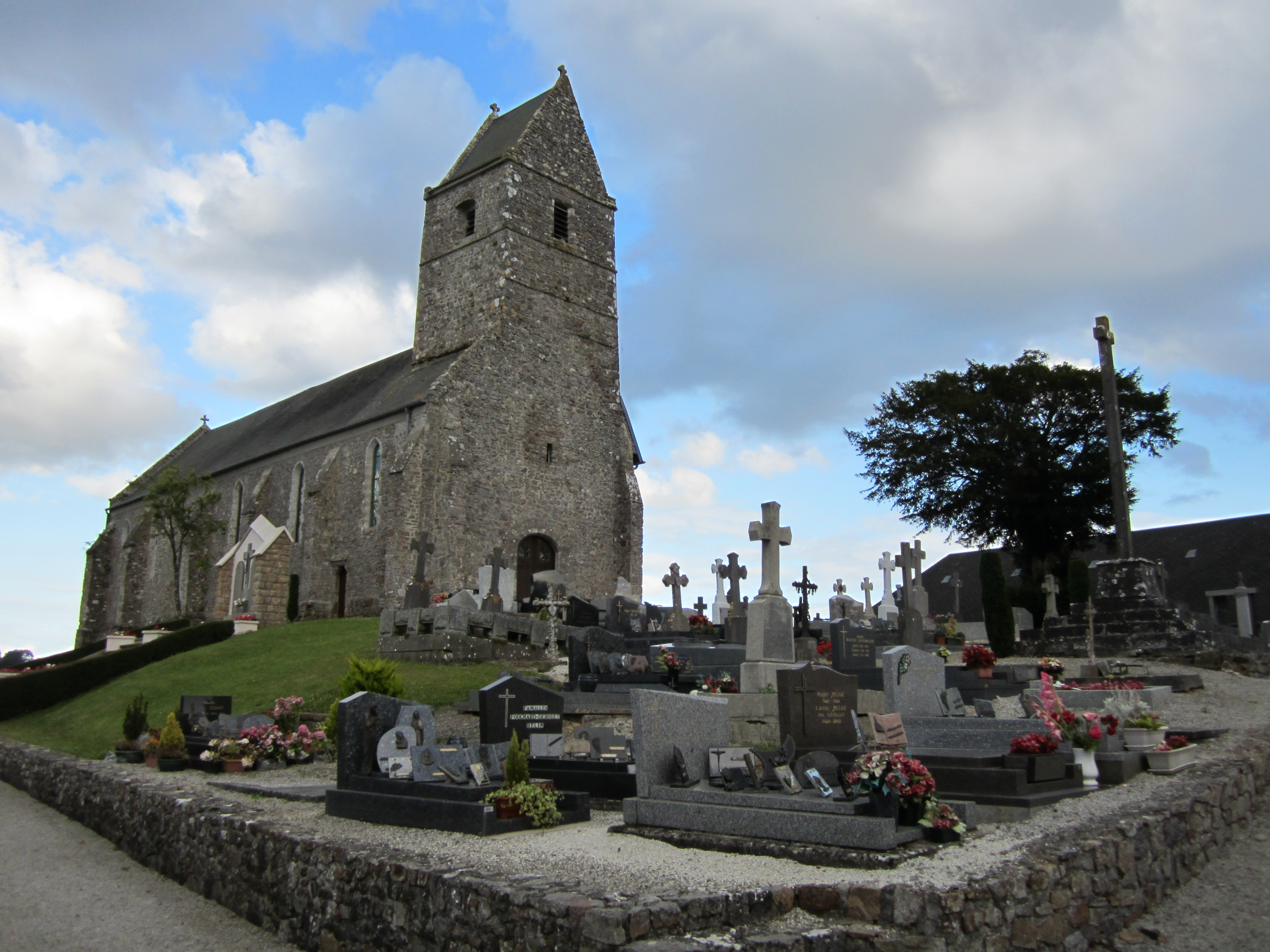

## Infrastruktur
Hyenville liegt an der Fernstraße D971 von Coutances nach Granville und an der Bahnlinie von Coutances nach Avranches.

## Belege
1. ↑  Erlass der Präfektur ASJ/22-2015 über die Bildung der Commune nouvelle Quettreville-sur-Sienne vom 1. Dezember 2015.
2. ↑  Hyenville auf cassini.ehess.fr
3. ↑  Eintrag in der Base Palissy des Kulturministeriums. Abgerufen am 17. Februar 2015 (französisch)
4. ↑  Eintrag in der Base Mérimée des Kulturministeriums. Abgerufen am 17. Februar 2015 (französisch)